# Céaux-d'Allègre
Céaux-d'Allègre é uma comuna francesa na região administrativa de Auvérnia-Ródano-Alpes, no departamento de Alto Loire. Estende-se por uma área de 32,92 km². Em 2010 a comuna tinha 480 habitantes (densidade: 14,6 hab./km²).